# Catoblepia xanthus
Espèce
Catoblepia xanthus est un lépidoptère (papillon) de la famille des Nymphalidae et de la sous-famille des Morphinae et du genre Catoblepia. C'est l'espèce type pour le genre.

## Dénomination
L'espèce Catoblepia xanthus a été décrite par le naturaliste suédois Carl von Linné en 1758 sous le nom initial de Papilio xanthus.

### Synonymie
- Papilio xanthus (Linnaeus, 1758) Protonyme
- Brassolis xanthis (Hübner, [1819])

### Noms vernaculaires
Catoblepia xanthus se nomme Xanthus Owlet en anglais.

## Taxinomie
Il existe deux sous-espèces
- Catoblepia xanthus xanthus
- Catoblepia xanthus rivalis Niepelt, 1911; présent en Équateur[2].

## Description
Catoblepia xanthus est un papillon aux ailes antérieures à bord costal très courbé et bord externe concave. Le dessus des ailes est de couleur marron très sombre avec une bande orange aux ailes antérieures qui va du tiers externe du bord costal au tiers du bord externe puis forme une bande submarginale jusqu'à l'angle externe. Les ailes postérieures sont marron avec le bord interne bordé d'orange.
Le revers est beige doré nacré avec un ocelle à l'apex des ailes antérieures et deux gros ocelles orange aux ailes postérieures.

## Écologie et distribution
Catoblepia xanthus est présent en Équateur, au Pérou, au Surinam, en Guyana et en Guyane.

### Protection
Pas de statut de protection particulier